# Fredrik Hjelm
Claës Gustaf Fredrik Hjelm, född 12 september 1842 i Gårdsby församling, Kronobergs län, död 3 februari 1930 i Nykils församling, Östergötlands län, var en svensk präst, pedagog och politiker.

## Biografi
Fredrik Hjelm föddes 1842 i Gårdsby socken. Han var son till possessionaten Olof Gustaf Hjelm och Sofia Fredrika Lagermarck. Hjelm blev 1862 student vid Lunds universitet och avlade 15 december 1866 teoretisk teologisk examen och 5 december 1867 praktisk teologi examen. Han prästvigdes 8 december 1867 för Lunds stift och blev 26 november 1869 brukspredikant vid Överums bruk, tillträdde 1870. Hjelm avlade 1 juni 1872 pastoralexamen och blev 30 maj 1879 kyrkoherde i Loftahammars församling, tillträdde 1882. Han avled 4 september 1886 kyrkoherde i Å församling, tillträdde 1888 och 21 april 1894 kyrkoherde i Nykils församling. Från 9 maj 1906 till 1 juli 1915 var han kontraktsprost i Vifolka och Valkebo kontrakt och utnämndes 1913 ledamot av Vasaorden. Hjelm blev 1 maj 1922 emeritus och avled 1930 i Nykils socken.

### Familj
Hjelm gifte sig 6 juni 1872 med Eva Frances Augusta von Koch, dotter till majoren Hans von Koch och grevinnan Octavie Louise Stackelberg. De fick tillsammans barnen Hans Adolf Fredrik Hjelm (1873–1873), Oktavie Sofie Hjelm (född 1874), sjukgymnasten Adolf Fredrik Daniel Hjelm (född 1877) i Frankrike, Salome Augusta Hjelm (1879–1879), Hans Magnus Eugéne Hjelm (1880–1881) och Honorine Augusta Hjelm (född 1883) som var gift med kanslisekreteraren Gustaf Emanuel Bergman.